# Język hindi

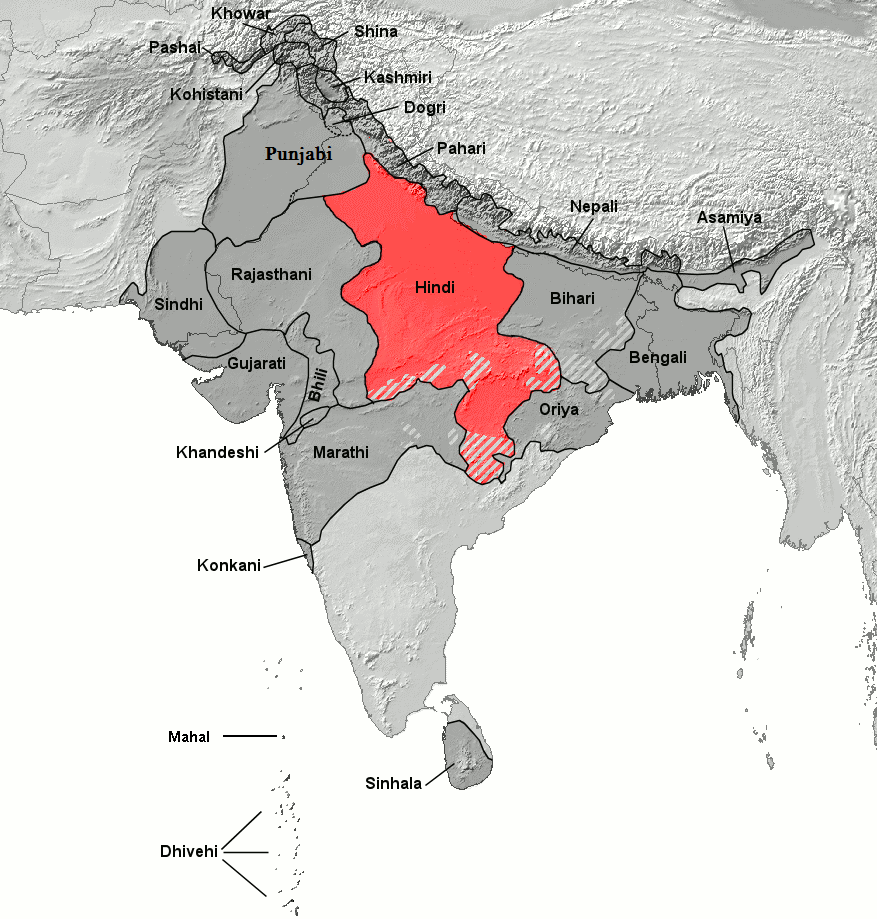
Zasięg języka hindi jako języka ojczystego

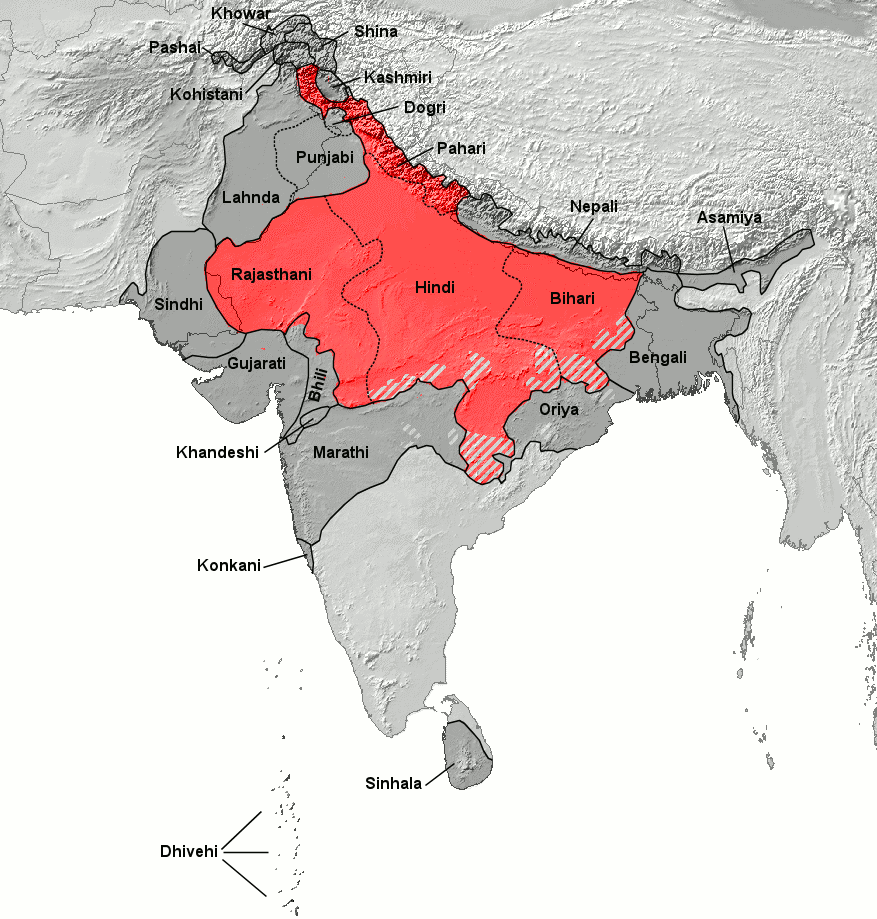
Obszar, na którym hindi jest językiem administracji i szkolnictwa

Język hindi – język z grupy indoaryjskiej języków indoeuropejskich, którym posługuje się około 600-700 milionów ludzi na świecie, co plasuje hindi na drugim miejscu na globie, po języku angielskim, pod względem liczby użytkowników (na trzecim po chińskim, jeśli pod uwagę bierze się jedynie jako pierwszy język deklarowany). Według spisu powszechnego z 2011 roku w Indiach ponad pół miliarda ludzi (528 347 193) deklaruje hindi jako pierwszy język, oraz 139 207 180 jako język drugi, co daje łącznie 55,13% populacji Indii.
Obecnie do zapisu języka hindi używa się pisma dewanagari. 
Używany jest także w Nepalu (według spisu powszechnego z 2001 r. 105765 osób zadeklarowało hindi jako pierwszy język), na Fidżi (300 tys.), na Mauritiusie i w Surinamie (po 100 tys.). Posługują się nim również hinduscy imigranci w Europie Zachodniej. Język hindi jest językiem urzędowym, od 1950 roku ogólnopaństwowym (angielski jest językiem pomocniczym) Indii, oraz jednym z 23 języków konstytucyjnych. W kilku indyjskich stanach i terytoriach: Uttar Pradesh, Uttarakhand, Himachal Pradesh, Harianie, Madhya Pradesh, Biharze, Radżastanie oraz na terytorium stołecznym Delhi hindi (w odmianie standardowej) jest oficjalnym językiem administracji stanowej oraz podstawowym językiem wykładowym w szkołach.

## Dialekty
W obrębie terytorium języka hindi występuje wiele dialektów, wywodzących się ze średniowiecznych dialektów (tzw. apabhranśa). Wyróżnia się dwa podstawowe zespoły dialektów tzw. właściwego języka hindi:
Hindi zachodnie (wywodzące się z apabhranśa śauraseni):
- bradźbhasza – używany w okolicach miast Mathura i Agra, do początków XIX w. był najważniejszym dialektem literackim hindi
- khariboli – stanowi podstawę współczesnego języka hindi
- harijani – używany w stanie Hariana
- bundeli – używany w rejonie miast Jhansi, Gwalior i Bhopal
- kanaudźi – używany w okolicach miasta Kanpur

Hindi wschodnie (wywodzące się z apabhranśa ardhamagadhi):
- awadhi – ważny dialekt literacki (w Awadhi tworzył m.in. Tulsidas), używany w okolicach miasta Lakhnau
- bagheli
- ćhattisgarhi

## Pokrewne języki
Niekiedy, zwłaszcza w starszych publikacjach, dialekty Radżastanu, Biharu, którymi posługuje się około 100 mln osób, oraz tzw. pahari (czyli dialekty górskie) klasyfikowane są również jako dialekty hindi. Ostatnio jednak traktuje się je coraz częściej jako odrębne języki, posiadające bogatą tradycję literacką, zwłaszcza radżastani w Radżastanie i maithili w Biharze. Radżastani i maithili są objęte w Indiach statusem języków literackich. Status ten, i nagrody literackie w poszczególnych kategoriach językowych, przyznawane są przez indyjską Akademię Literatury (Sahitya Akademi).

## Forma standardowa

### Historia
Język hindi, podobnie jak inne języki indoaryjskie, wywodzi się z sanskrytu, poprzez starożytne dialekty zwane prakrytami, i średniowieczne, zwane apabhranśa. Przez kilka wieków dwoma głównymi dialektami literackimi były bradż na zachodzie i awadhi na wschodzie. Niezależnie od nich, w czasie dominacji muzułmańskiej w północnych Indiach, jako lingua franca na znacznym obszarze funkcjonował tzw. język hindustani – odmiana oparta gramatycznie na bazie dialektu khari boli z okolic Delhi, lecz z silnym leksykalnym wpływem języka perskiego i arabskiego. Literacka postać współczesnego hindi, oparta na strukturze gramatycznej dialektu khari boli, zaczęła kształtować się w pierwszej połowie XIX wieku i pozostaje pod silnym wpływem sanskrytu jako źródła wzbogacenia słownictwa.

### System fonologiczny

#### Spółgłoski
|                    | Dwuwargowe | Dwuwargowe | Wargowo-zębowe | Wargowo-zębowe | Zębowe/ Dziąsłowe | Zębowe/ Dziąsłowe | Retrofleksywne | Retrofleksywne | Zadziąsłowe/ Podniebienne | Zadziąsłowe/ Podniebienne | Tylnojęzykowe | Tylnojęzykowe | Krtaniowe | Krtaniowe |
| ------------------ | ---------- | ---------- | -------------- | -------------- | ----------------- | ----------------- | -------------- | -------------- | ------------------------- | ------------------------- | ------------- | ------------- | --------- | --------- |
| Nosowe             | m          | m          |                |                | n                 | n                 | (ɳ)            | (ɳ)            |                           |                           |               |               |           |           |
| Zwarte             | p ʰ        | b ʱ        |                |                | t̪ ʰ               | d̪ ʱ               | ʈ ʰ            | ɖ ʱ            |                           |                           | k ʰ           | g gʱ          |           |           |
| Zwarto-szczelinowe |            |            |                |                |                   |                   |                |                | tʃ ʰ                      | dʒ ʱ                      |               |               |           |           |
| Szczelinowe        |            |            | f              |                | s                 | z                 |                |                | ʃ                         |                           | x             |               |           | ɦ         |
| Drżące             |            |            |                |                | ɾ                 | ɾ                 | (ɽ) (ɽʱ)       | (ɽ) (ɽʱ)       |                           |                           |               |               |           |           |
| Płynne             |            |            | ʋ              | ʋ              | l                 | l                 |                |                | j                         | j                         |               |               |           |           |

### Słownictwo
Podstawowy zasób leksykalny języka hindi jest indoaryjski, określany sanskryckim terminem tadbhava. Są to słowa sanskryckie, które przeszły długą ewolucję fonetyczną np. sanskr. 'bhraataa'>: 'bhaaii' (brat) czy 'akszi' > aankh (oko). Istnieje liczna grupa wyrazów (niemal) identycznych z sanskryckimi np. 'raadźaa' (król), nazywanych tatsama (takie same). Dochodzi do tego również pewna ilość zapożyczeń z rodzimych języków drawidyjskich i munda, np. 'tenduaa' (lampart) czy 'garbar' (zamieszanie). Następną warstwą słownictwa są słowa perskie, arabskie i tureckie z czasów najazdów muzułmańskich i panowania dynastii Wielkich Mogołów np. 'zindagii' (życie), 'kitaab' (książka), czy 'top' (armata). Czasy kolonialne wprowadziły wyrazy pochodzenia portugalskiego np. 'kamiiz' (koszula) oraz, znacznie liczniejsze, pochodzenia angielskiego, np. 'gilaas' (szklanka), 'steśan' (stacja).